# Nikolai Fjodorowitsch Lapschin

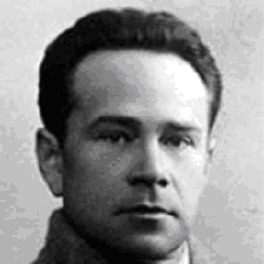
Nikolai Lapschin

Nikolai Fjodorowitsch Lapschin (russisch Николай Фёдорович Лапшин; * um 1888 in Sankt Petersburg; † 24. Februar 1942 in Leningrad) war ein russischer Künstler. Er wirkte unter anderem als Maler, Grafiker, Buchgestalter, Illustrator und Dekorationskünstler. Lapschin ist ein Vertreter der Leningrader Schule der Landschaftsmalerei und gehört der Bewegung des Futurismus an.

## Leben
Nikolai Lapschin war der Sohn eines Kaufmanns und wurde in Petersburg geboren. Über sein Geburtsdatum gibt es in der Literatur verschiedene Angaben (zwischen 1888 und 1891). In seiner Heimatstadt besuchte er zunächst ab 1900 die Stieglitz-Schule für Technisches Zeichnen und 1909 das Polytechnische Institut. Ab 1912 war er ein Schüler der Zeichenschule der Gesellschaft zur Förderung der Künste u. a. bei Ivan Bilibin, Arkady Rylov und Nikolaos Chimonas. Weiteren Unterricht erhielt er in den privaten Ateliers von Jan Ciągliński und Michail Bernschtein. 1913 lernte er die Maler Michail Larionow und Natalija Gontscharowa kennen. Mit Gontscharowa gestaltete er ein Bühnenbild für Rimski-Korsakows Oper Der goldene Hahn. Zu dieser Zeit begann sich Lapschin mit russischer Ikonenmalerei und Folklore zu beschäftigen. Im Ersten Weltkrieg kämpfte er in Galizien und kehrte nach einer Verwundung 1916 nach Petersburg zurück. Dort dekorierte er Kinos und Militärclubs. 1918 war er an der Dekoration der Stadt zum Jahrestag der Oktoberrevolution beteiligt. 1919 kämpfte er in der Roten Armee.
1919 bis 1921 arbeitete Lapschin bei der Kunstabteilung des Volkskommissariats (IZO). Im Anschluss wurde er stellvertretender Direktor des Petrograders Museums für Künstlerische Kultur (MChK). Parallel entwarf er Dekors für Teller und Services in der Staatlichen Porzellanmanufaktur in Petrograd (1921–1923). 1924 unternahm er eine Reise nach Reval, Riga, Berlin und Prag und Zagreb. Es entstanden u. a. eine Linolschnitt-Serie mit Stadtansichten von Prag, zahlreiche Skizzen und Postkartenmotive. Er arbeitete mit verschiedenen Zeitschriften und Verlagen zusammen, für die er Illustrationen und Aufsätze zu künstlerischen Themen erstellte. Er veröffentlichte z. B. in den Kindermonatszeitschriften Tschisch (dt. „Zeisig“), Nowy Robinson („Der neue Robinson“) und Josch („Igel“; 1928 war Lupschin Herausgeber) sowie der Literatur- und Theaterzeitschrift Schisn iskusstwa („Lebende Kunst“).
Lapschin engagierte sich in verschiedenen Künstlergruppen, die in Sankt Petersburg aktiv waren. Zunächst schloss er sich dem futuristisch orientierten Literatur- und Kunstkreis „Beskrownoje ubistwo“ (dt. „Unblutiger Mord“, 1915) um Michail Le-Dantju an. Später war er unter anderem Mitglied bei dem Bund der Kunstschaffenden der Vereinigung „Svoboda i revoljucija“ (ab 1917) sowie der „Sojus molodjoschi“ (1917–1919), der „Sewodnja“ („Heute“) von Wera Jermolajewa (1918/1919), der „Obschtschestwo chudoschnikow-indiwidualistow“ („Gesellschaft der Individualkünstler“; ab 1922), der „Obedinenije noweischich tetscheni“ („Vereinigung neuer Strömungen in der Kunst“; 1922–1923) und der „Tschetyre iskusstwa“ („Vier Künste“; ab 1926). 1932 trat er der Sankt Petersburger Künstlervereinigung bei, wo er 1938 die Leitung der Sektion Grafik übernahm.
Lapschin lehrte an verschiedenen Einrichtungen in Moskau und Leningrad, z. B. der Wchutemas (1920–1922), Polygraphische Fachhochschule (1929–1933; Grafik/Drucktechnik), Ilja-Repin-Institut für Malerei, Bildhauerei und Architektur (1933–1937, Malerei und Zeichnung) und Leningrader Ingenieurhochschule für Kommunalwirtschaft (1933–1940).
Er heiratete Wera Wassiljewna Spechina (1894–1942), die im Sekretariat der Zeitschrift Schisn iskusstwa arbeitete.
Im Jahr 1941 verlor Lapschin das Augenlicht. Im Jahr darauf verhungerte er während der Leningrader Blockade, auch seine Frau starb.

## Werk
Lapschin schuf zunächst vorwiegend Werke der Angewandten Kunst, gestaltete Bücher, Porzellan, Theater- und Gebäudedekorationen. Bekanntheit erlangte vor allem durch seine Arbeiten im Bereich Buchgrafik. Er illustrierte vorwiegend Reiseliteratur und geschichtliche Abhandlungen zur Wissenschaft und Technik, aber auch Kinderliteratur, für die er ein eigenes Illustrationskonzept entwickelte. Sein Stil war sehr reduziert und vereinfachend, unter experimentellem Einsatz von Farben. Häufig arbeitete er mit dem Autor M. Ilin (Pseudonym von Ilja Marschak, jüngerer Bruder von Samuil Marschak) zusammen. Zu seinen wichtigsten Werken gehört die Illustration von The Travels of Marco Polo (1934), für das er den ersten Preis unter 400 Bewerbern bei einem Wettbewerb des New Yorker Limited Editions Club gewann.
Ab der zweiten Hälfte der 1930er Jahre wandte sich Lapschin der (Öl)-Malerei und (Aquarell-)Zeichnungen zu. Vorwiegend stellte er Landschaften, z. B. kolorierte Stadtansichten von Leningrad, dar.
Werke von Lapschin befinden sich unter anderem im Kunstmuseum Tscheboksary, der Tretjakow-Galerie und Puschkin-Museum in Moskau, sowie im Russischen Museum und Museum für Stadtgeschichte in St. Petersburg.

## Ausstellungen (Auswahl)
- 1913: „Mišen'; Futuristy, lučisty, primitiv“ in Moskau (als Lopatin)
- 1922: 1. Russische Kunst-Ausstellung in der Galerie van Diemen, Berlin
- 1925: Exposition internationale des Arts Décoratifs et industriels modernes, Paris (Goldmedaille für ein nach Lapschins Entwürfen bemaltes Service Beloe s rozovym)
- 1927: Internationale Buchkunst-Ausstellung, Leipzig
- 2005: Galerie Art-Diwasch, Moskau (Einzelausstellung, mit Katalog/Biografie)